# XEX-FM
XEX-FM es una estación de radio localizada en la Ciudad de México, México. Transmite en los 101.7 MHz de la banda de frecuencia modulada con 100,000 watts de potencia.

## Historia
XEX-FM inició transmisiones el 1 de octubre de 1975, conformando junto con sus estaciones hermanas XEW-AM 900 kHz, XEQ-AM 940 kHz, XEX-AM 730 kHz, XEW-FM 96.9 MHz y XEQ-FM 92.9 MHz el Televisa Radio, transmitiendo desde Ayuntamiento #52 y #54, en la Ciudad de México.

## Comienzos
- Se inició con un formato de música juvenil en español con el nombre de Stereo 102,[1] hasta principios de los 80 cambia a uno de música contemporánea en español, primero con el nombre de Radio Romántica, y en 1984 como Estelar F.M.

- A partir de 1988 adoptó el formato de música juvenil en inglés y español, mismo que ostenta hasta la fecha. El primer nombre con el que se le conoció a la estación bajo este formato fue Estéreo 102, dirigida por Andrés Rivera y José Manuel Gómez Padilla y Ramiro Garza. La primera voz oficial fue Pepe Anzures, en 1989 llegó Arturo Forzán, con la colaboración de Enrique Perera, Beto León, Arturo Arcos, Ana Laura Dávalos, Angélica Olivares y Pepe Anzures como conductores de los diversos programas. La estación rápidamente se colocó en el gusto del público compitiendo con Stereo 97.7, Digital 99 y Radio Alegría.

- En 1992 la estación pasó a ser dirigida por la locutora y conductora Gloria Calzada, transformándose el formato a Yo 102, cuyos locutores principales fueron Marco Antonio Regil, Ernesto Peña, Ricky Luis y Bárbara Ferré.

- Para 1994 adoptó el nombre Kiss F.M., el cual no tuvo mucha aceptación y en 1995, regresa al nombre de Stereo 102, encabezada por Bárbara Ferré.

- En 1996 se renovó la estación y adoptó como nombre Vox F.M., su lema inicial fue "Tocamos tu mente". Tuvo como sus locutores más destacados a Jorge "El Burro" Van Rankin, Esteban Arce, Paola Rojas, Juan Carlos "El Borrego" Nava, Poncho Vera, Radamez Nuñez, Arturo Forzán, Ricky Luis, Diego Torres y Alfonso Manzanilla, entre otros. Vox F.M. se emite en algunos países, pero ya no pertenece al Grupo Prisa.

- En 2002, Televisa Radio estableció una alianza con el holding español Grupo Prisa, propietario de la marca Los 40 Principales, la cadena de radio musical más importante con cobertura en España y varios países de Hispanoamérica; con esta alianza XEX-FM y el resto de las emisoras conocidas como Vox FM adoptaron inicialmente el nombre Vox F.M. Los 40 Principales. No es hasta mediados de 2004 cuando adoptan por completo el nombre y formato de Los 40 Principales.

- En 2003, Televisa Radio y Grupo Radiorama firmaron una alianza estratégica para que en las estaciones de esta última transmita la programación de Los 40 Principales en diferentes ciudades del país.

## Actualidad
Actualmente Los 40 es una de las cadenas más escuchadas en la radio mexicana, transmitiendo prácticamente en todo el país, en su mayoría los programas se generan desde su frecuencia base, la 101.7 de frecuencia modulada en la Ciudad de México.